# Alaska (góry)

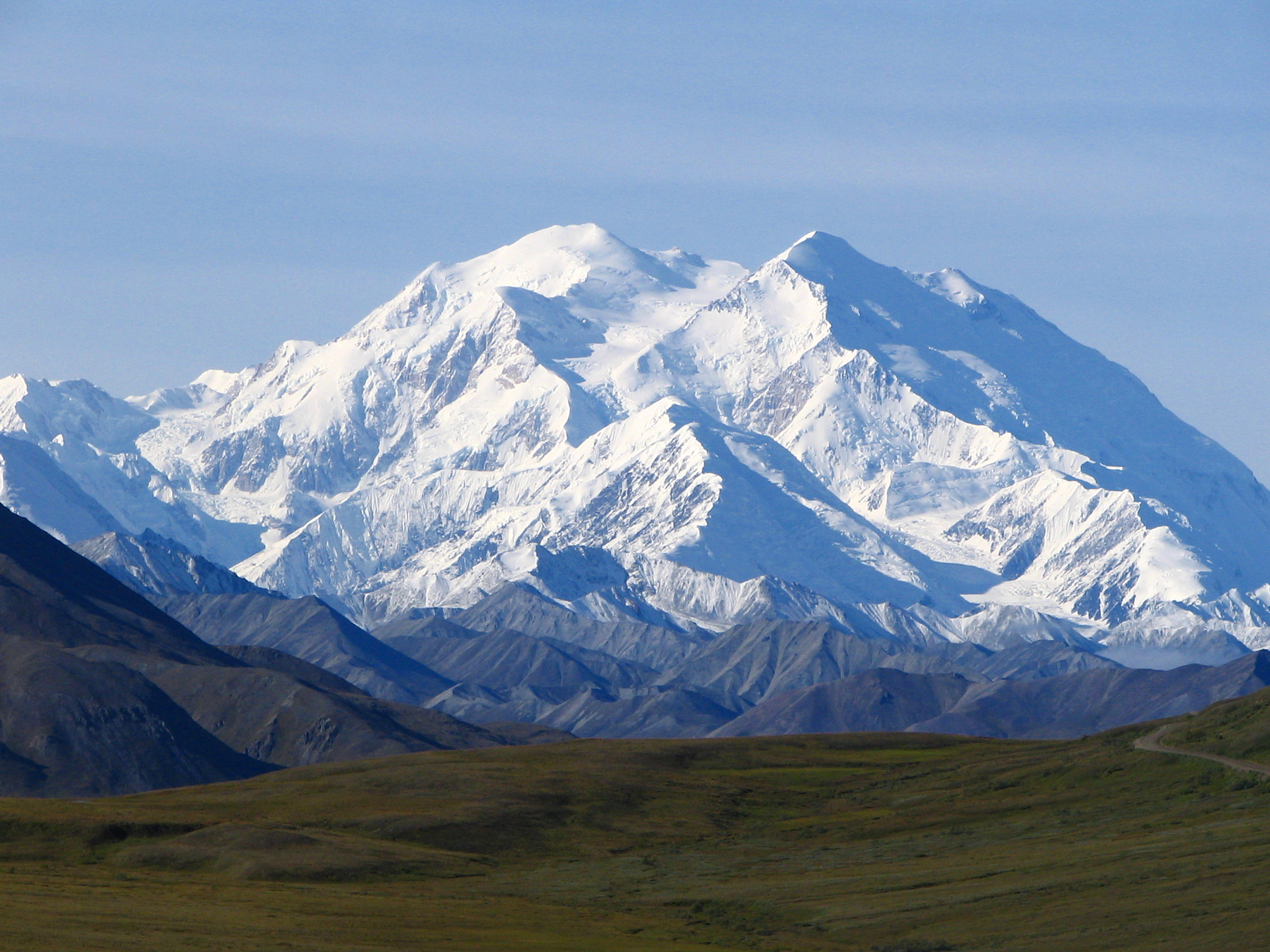
Denali (McKinley)

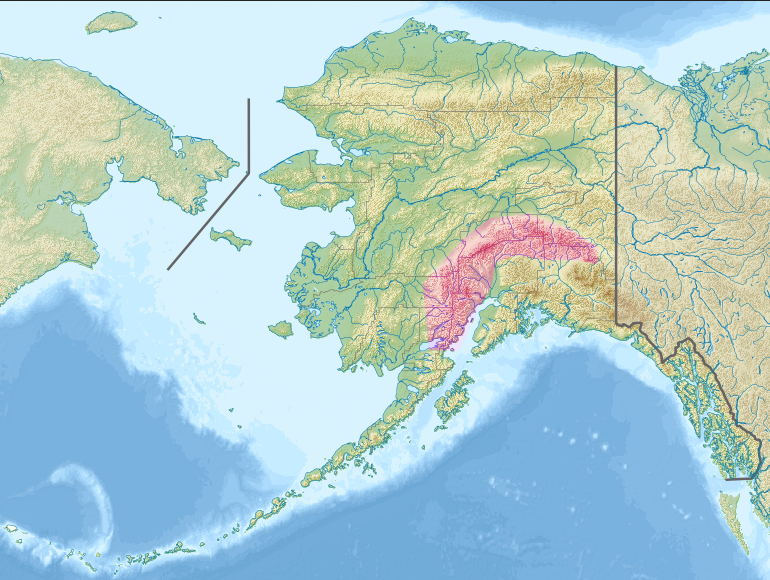
Góry Alaska na mapie stanu Alaska

Alaska (ang. Alaska Range) – pasmo górskie w Ameryce Północnej w stanie Alaska. Jest to najwyższa część łańcucha Kordylierów z najwyższym szczytem kontynentu – Denali (McKinley) (6194 m n.p.m.).
Długość ok. 1000 km. Zbudowane z granitów i ze skał osadowych. W części południowo-zachodniej czynne wulkany, m.in. Pavlof, Iliamna. Stoki gór do wys. 800–1100 m n.p.m. pokryte lasami iglastymi (cedr alaskański, świerk), w wyższych partiach lodowce i wieczne śniegi. Część środkowa Alaski, o powierzchni około 1620 tys. ha, wchodzi w skład parku narodowego Denali. Wydobycie złota, ropy naftowej i miedzi.